# Organización territorial de Nueva Zelanda
Nueva Zelanda está organizada en 16 regiones, que a su vez se subdividen en 16 ciudades y 56 distritos, cuatro de ellos autoridades unitarias: Gisborne, Tasman, Nelson y Marlborough. Estas 72 autoridades de gobierno local están dirigidos por un alcalde. Hay un distrito aparte de este sistema, el de las Islas Chatham.
La región es la parte superior nivel de gobierno local en Nueva Zelanda, De las 16 existentes, doce se rigen por un consejo regional elegido, mientras que cuatro se rigen por las autoridades territoriales (el segundo nivel de gobierno local), que también desempeña las funciones de un consejo regional y, por tanto, son conocidos como autoridad unitaria.

## Historia y base legal
Un consejo regional es uno de los consejos regionales que figuran en la parte 1 del anexo 2 de la Ley de administración local de 2002. En este anexo se enumeran los consejos regionales de Nueva Zelanda y su Gaceta de los avisos siguientes a su creación en 1989. La ley de administración local de 2002 también los dota de potestades tales como la promoción del desarrollo sostenible y la situación social, económica, ambiental y cultural de sus comunidades.
Las actuales regiones y sus consejos surgen en 1989, como resultado de un procedimiento de fusión llevada a cabo en virtud de la Ley de administración local de 1974. La extensión geográfica de las regiones se basa en gran medida en las zonas de captación de los ríos neozelandeses. Algunos fronteras regionales son idénticas a las fronteras de las autoridades territoriales, pero hay muchas excepciones. El límite sur de la región de Auckland, por ejemplo, corta en el centro el distrito de Franklin.

## Responsabilidades
Las autoridades regionales son los principales responsables de la gestión del medio ambiente, incluido el agua, el vertido de contaminantes y la gestión de las costas, ríos y lagos, así como la gestión de inundaciones y drenaje de control, la gestión de las tierras regionales; transporte regional (incluido el transporte público) y puertos, la bioseguridad o el manejo de plagas.
Mientras tanto, las autoridades territoriales son responsables de, a nivel local, el uso de la tierra y su gestión (planificación urbana y rural); red de servicios públicos como agua, alcantarillado y la gestión de residuos sólidos; las carreteras locales; bibliotecas; parques y reservas, y el desarrollo de la comunidad. Las autoridades regionales y territoriales son perceptores de las tasas de propiedad (impuestos sobre la tierra), que se utilizan para financiar los planos regional y territorial de las actividades del gobierno. A menudo existe un alto grado de cooperación entre ambos, ya que tienen funciones complementarias.

## Funciones de gestión de recursos
Los Consejos Regionales tienen estas funciones específicas en virtud de la Ley de Gestión de Recursos de 1991:
- La planificación para la gestión integrada de los recursos naturales y físicos.
- La planificación regional para los usos de la tierra.
- La conservación del suelo; calidad y cantidad del agua y los ecosistemas acuáticos; los peligros naturales y las sustancias peligrosas.
- El control de la zona marina costera.
- El control a través de recursos consiente la adopción, uso, represas o desviando de agua
- El control a través de consentimientos de recursos de la adopción, uso, represas o desvíos de agua.
- El control a través de consentimientos de recursos de la descarga de contaminantes.
- El establecimiento de normas en un plan regional para distribuir el agua.

## Otras funciones
Los Consejos Regionales también tienen la responsabilidad de una serie de diversas funciones en virtud de otros estatutos:
- Las inundaciones de los ríos y bajo el control de Ley de la Conservación del Suelo y control de ríos de 1941.
- Las reservas recaen en los consejos regionales en virtud de la Ley de Reservas 1977.
- La Protección civil en virtud de la Ley de Protección Civil de 1990.
- El control de plagas en virtud de la Ley de Bioseguridad de 1993.
- Puertos y navegación marítima bajo la Ley de Transporte Marítimo de 1994.
- Los residuos peligrosos en virtud de la Ley de HSNO de 1996.
- La planificación del transporte público en virtud de la Ley de Transporte Terrestre de 1998.

Los consejos regionales también obtuvieron responsabilidades de la supervisión de la seguridad de presas en la Ley de Edificación de 2004.

## Lista de regiones
| | Región            | Capital          | Isla       | Área (km²) | Población(2) | Código ISO |  |
| --- | ----------------- | ---------------- | ---------- | ---------- | ------------ | ---------- |  |
| 1 | Northland         | Whangarei        | Isla Norte | 13.941     | 154.700      | NZ-NTL     |  |
| 2 | Auckland          | Auckland         | Isla Norte | 16.140     | 1.414.800    | NZ-AUK     |  |
| 3 | Waikato           | Hamilton         | Isla Norte | 25.598     | 402.200      | NZ-WKO     |  |
| 4 | Bay of Plenty     | Tauranga         | Isla Norte | 12.447     | 269.900      | NZ-BOP     |  |
| 5 | Gisborne (1)      | Gisborne         | Isla Norte | 8.351      | 46.000       | NZ-GIS     |  |
| 6 | Hawke's Bay       | Napier           | Isla Norte | 14.164     | 152.700      | NZ-HKB     |  |
| 7 | Taranaki          | Nueva Plymouth   | Isla Norte | 7.273      | 107.500      | NZ-TKI     |  |
| 8 | Manawatu-Wanganui | Palmerston North | Isla Norte | 22.215     | 229.200      | NZ-MWT     |  |
| 9 | Wellington        | Wellington       | Isla Norte | 8.124      | 473.700      | NZ-WGN     |  |
| 10 | Tasman (1)        | Richmond         | Isla Sur   | 9.786      | 46.500       | NZ-TAS     |  |
| 11 | Nelson (1)        | Nelson           | Isla Sur   | 445        | 44.700       | NZ-NSN     |  |
| 12 | Marlborough (1)   | Blenheim         | Isla Sur   | 12.484     | 44.500       | NZ-MBH     |  |
| 13 | West Coast        | Greymouth        | Isla Sur   | 23.000     | 32.300       | NZ-WTC     |  |
| 14 | Canterbury        | Christchurch     | Isla Sur   | 45.845     | 552.800      | NZ-CAN     |  |
| 15 | Otago             | Dunedin          | Isla Sur   | 31.476     | 203.500      | NZ-OTA     |  |
| 16 | Southland         | Invercargill     | Isla Sur   | 30.753     | 93.000       | NZ-STL     |  |
| (1) Estas regiones son: «Unitary Authorities». (2) Población residente estimada el 30 de junio de 2008 Archivado el 19 de abril de 2009 en Wayback Machine. Statistics New Zealand. |                   |                  |            |            |              |            |  |

## Gobierno
Los consejos regionales son elegidos popularmente cada tres años, de conformidad con la Ley Electoral Local 2001. Las elecciones usan el escrutinio uninominal mayoritario o el voto simple transferible. El Presidente de un consejo regional es elegido por los miembros del consejo electo.

## Áreas fuera de las fronteras regionales
Nueva Zelanda tiene una serie de islas periféricas que no están incluidas dentro de las fronteras regionales. Las Islas Chatham no se encuentran en una región, a pesar de que su consejo tiene algunas de las facultades de un consejo regional en virtud de la Ley de Gestión de Recursos. Las Islas Kermadec y las Islas subantárticas de Nueva Zelanda están habitadas solo por un pequeño número de funcionarios del Departamento de Conservación. El Ministro de Conservación está facultado para actuar como un consejo regional para estas islas.

## Territorios Dependientes
Nueva Zelanda también tiene responsabilidad para asuntos exteriores de los Territorios dependientes de las Islas Cook y Niue y administra la dependencia de Tokelau.
| Bandera | Escudo | Territorio | Capital  | Área     | Población     | Estatus                               |
| ------- | ------ | ---------- | -------- | -------- | ------------- | ------------------------------------- |
|         |        | Islas Cook | Avarua   | 240 km²  | 19.569 (2006) | Estado Libre Asociado a Nueva Zelanda |
|         |        | Niue       | Alofi    | 262 km²  | 1.612 (2006)  | Estado Libre Asociado a Nueva Zelanda |
|         |        | Tokelau    | Nukunonu | 10.8 km² | 1.449 (2007)  | Territorio                            |

## Reclamaciones
En la Antártida Nueva Zelanda mantiene (aunque congelado por el Tratado Antártico) la reclamación sobre la Dependencia Ross incluyendo la Isla Scott, las Islas Balleny, y la Isla Sturge.
| Bandera | Territorio       | Capital | Área        | Población | Estatus                                |
| ------- | ---------------- | ------- | ----------- | --------- | -------------------------------------- |
|         | Dependencia Ross | -       | 450.000 km² | -         | Territorio reclamado por Nueva Zelanda |